# عبد السلام الشريف (لاعب كرة قدم)
عبد السلام الشريف (بالإنجليزية: Abdusalam Al-Sherif)‏؛ مواليد 18 أبريل 1989 في القصيم ، السعودية، هو لاعب كرة قدم سعودي لعب سابقاً مع نادي الرائد و وقع مخالصة مالية مع الرائد في عام 2017 .

## روابط خارجية
- عبد السلام الشريف على موقع Soccerway.com (الإنجليزية)